# Golden Sands
Golden Sands (eller Zlatni pjasătsi) er en by i det østlige Bulgarien. Byen, der ligger ved kysten til Sortehavet, er et af Bulgariens mest populære turistmål, sammen med Sunny Beach. Fra 1957 begyndte byen at blive et turistmål og i dag tager mange danskere hertil.[kilde mangler]

## Attraktioner
Ikke langt fra Golden Sands by ligger det store vandland Aquapolis som er en populær seværdighed. Men Golden Sands er mest kendt for sine strande og natteliv.